# Сергиенко, Василий Сергеевич
Василий Сергеевич Сергиенко (3 декабря 1925 — 3 ноября 2003) — передовик советского железнодорожного транспорта, старший осмотрщик вагонного депо Ворошиловград Донецкой железной дороги, Герой Социалистического Труда (1971).

## Биография
Родился в 1925 году в селе Александровка, ныне Россошанского района Воронежской области в украинской крестьянской семье. Участник Великой Отечественной войны. Боевой путь прошёл стрелком-автоматчиком, имел ранение.
Демобилизовавшись, поступил на обучение в железнодорожный техникум. Отучившись, получил специальность «железнодорожное вагонное хозяйство». Был принят на работу в вагонное депо станции Ворошщиловград, ныне Луганск Донецкой железной дороги. 37 лет проработал осмотрщиком вагонного депо. Награждался орденами и медалями.
За выдающиеся успехи в выполнении задания пятилетнего плана перевозок и повышении эффективности использования технических средств железнодорожного транспорта, Указом Президиума Верховного Совета СССР от 4 мая 1971 года Василию Сергеевичу Сергиенко было присвоено звание Героя Социалистического Труда с вручением ордена Ленина и золотой медали «Серп и Молот».
Продолжал работать в вагонном депо. С 1986 года являлся персональным пенсионером всесоюзного значения.
Проживал в городе Луганске. Умер 3 ноября 2003 года.

## Награды
За трудовые и боевые успехи удостоен:
- золотая звезда «Серп и Молот» (04.05.1971),
- орден Ленина (04.05.1971),
- Орден Отечественной войны II степени (11.03.1985),
- Орден Трудового Красного Знамени (04.08.1966),
- Орден Знак Почёта (01.08.1959),
- другие медали.